# Bibliothek der Philosophisch-Theologischen Hochschule Brixen

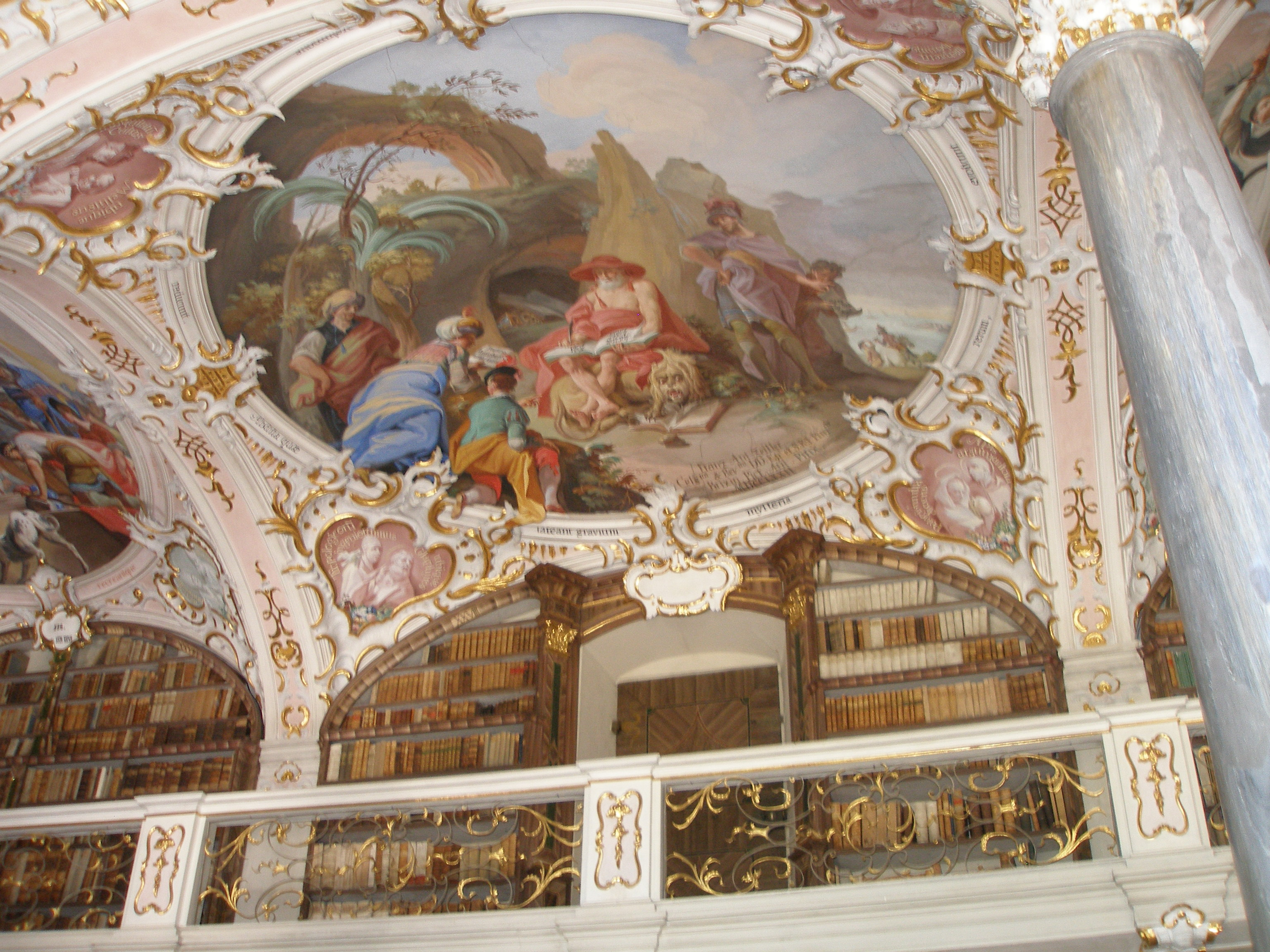
Die Brixner Barockbibliothek

Die Bibliothek der Philosophisch-Theologischen Hochschule Brixen ist eine öffentlich zugängliche wissenschaftliche Fachbibliothek für Theologie und Philosophie in Brixen, die zugleich als Diözesanbibliothek für die Diözese Bozen-Brixen fungiert. Da die Hochschule auf das 1607 gegründete Priesterseminar zurückgeht, wird sie üblicherweise als Bibliothek des Priesterseminars Brixen bezeichnet. Sie besteht aus der historischen Barockbibliothek und der neuen Bibliothek.
Die neue Bibliothek wurde im Rahmen der Gründung der Freien Universität Bozen 1997 erheblich erweitert und umgebaut. Zurzeit (2020) umfasst der Bestand knapp 160.000 Medien. Neben ca. 260 laufenden Fachzeitschriften können auch Tages- und Wochenzeitschriften konsultiert werden. Die Bibliothek ist Teil des Verbundes der Wissenschaftlichen Bibliotheken in Südtirol, über deren Bibliothekskatalog der Bestand abgerufen werden kann. Zudem gehört sie der Arbeitsgemeinschaft Katholisch-Theologischer Bibliotheken (AKThB) an, sodass ihr Bestand auch durch den Virtuellen Katalog Theologie und Kirche (VThK) erschlossen ist.
Bemerkenswert sind der bedeutende Altbestand und seine Unterbringung in einer 1764–1771 unter Fürstbischof Leopold von Spaur geschaffenen spätbarocken Bibliothek mit Gemälden von Franz Anton Zeiller. Die Decke wird von zwei Säulen getragen, die die Schrift und die Tradition versinnbildlichen sollen. In diesem Raum sind heute noch über 20.000 Druckschriften aufgestellt.
Von den Handschriften stammen etwa 120 aus dem Mittelalter. Die Bibliothek verwahrt über 300 Inkunabeln und etwa 2000 Drucke des 16. Jahrhunderts.